# Pseudostachyum polymorphum
Genre
Espèce
Synonymes
- Schizostachyum leviculme McClure[2]
- Schizostachyum polymorphum (Munro) R.B.Majumdar[2]

Pseudostachyum polymorphum  est une espèce de  plantes monocotylédones de la famille des Poaceae, sous-famille des Bambusoideae, originaire d'Asie.  C'est l'unique espèce du genre Pseudostachyum (genre monotypique).
Ce sont des bambous vivaces, à rhizomes longs (pachymorphes), aux tiges (chaumes) solitaires dressées pouvant atteindre 20  mètres de long et aux inflorescences paniculées. Ces plantes se rencontrent dans les sous-bois forestiers à des altitudes allant de 200 à 1200 mètres.

## Étymologie
Le nom générique « Pseudostachyum » dérive de deux racines grecques :   ψεύδω (pseudo), « faux », et στάχυς (stachys), « épi ». Ce nom forgé par William Munro fait référence au fait que les fleurons sont souvent remplacés par des bulbilles.
L'épithète spécifique « polymorphum » est composée de deux racines grecques : polys (πολύς), nombreux, et morphe (μορφή), forme, en référence aux deux types d'épillets